# Hazemeyer

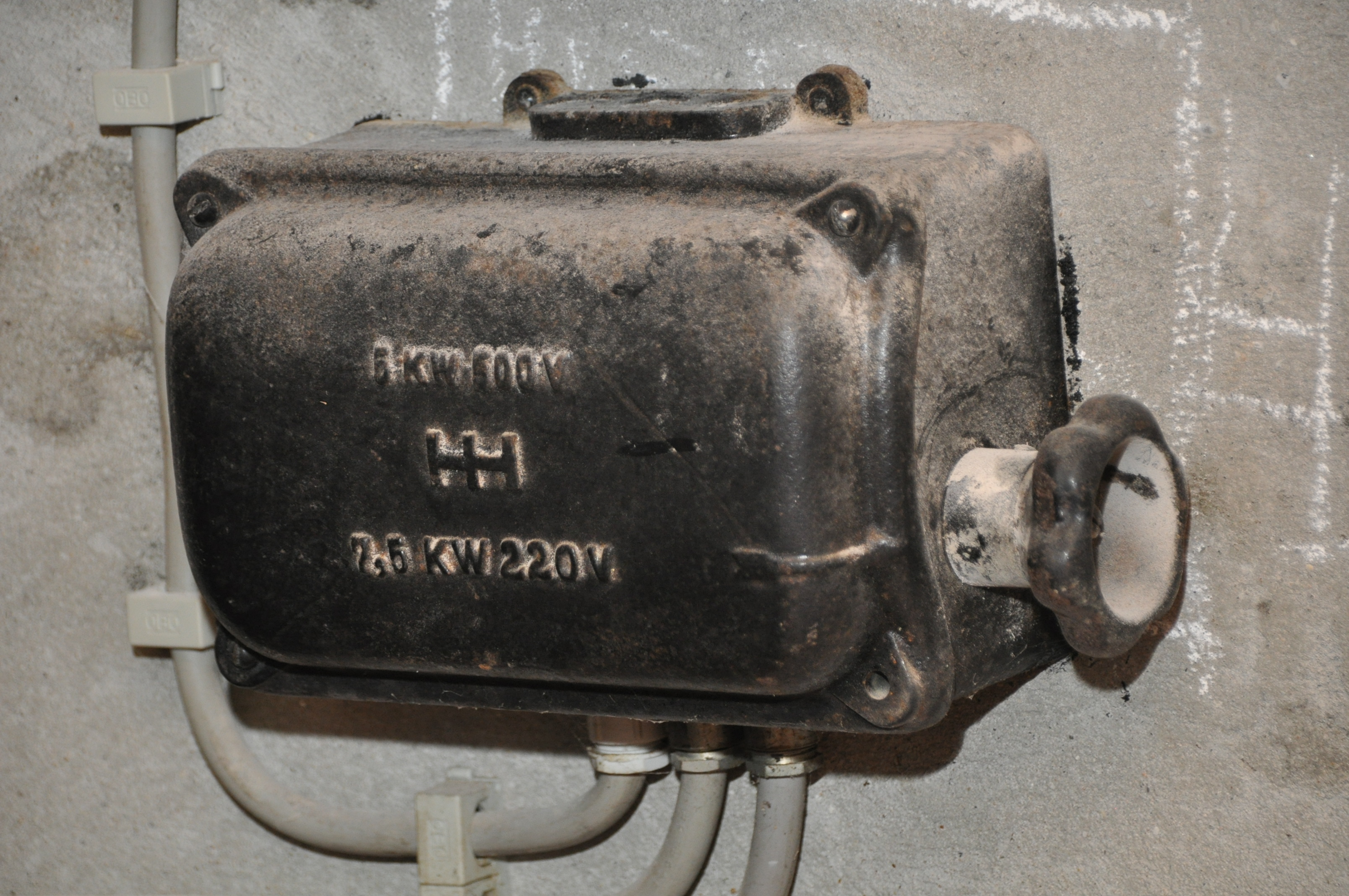
Een oude schakelwals van Hazemeyer

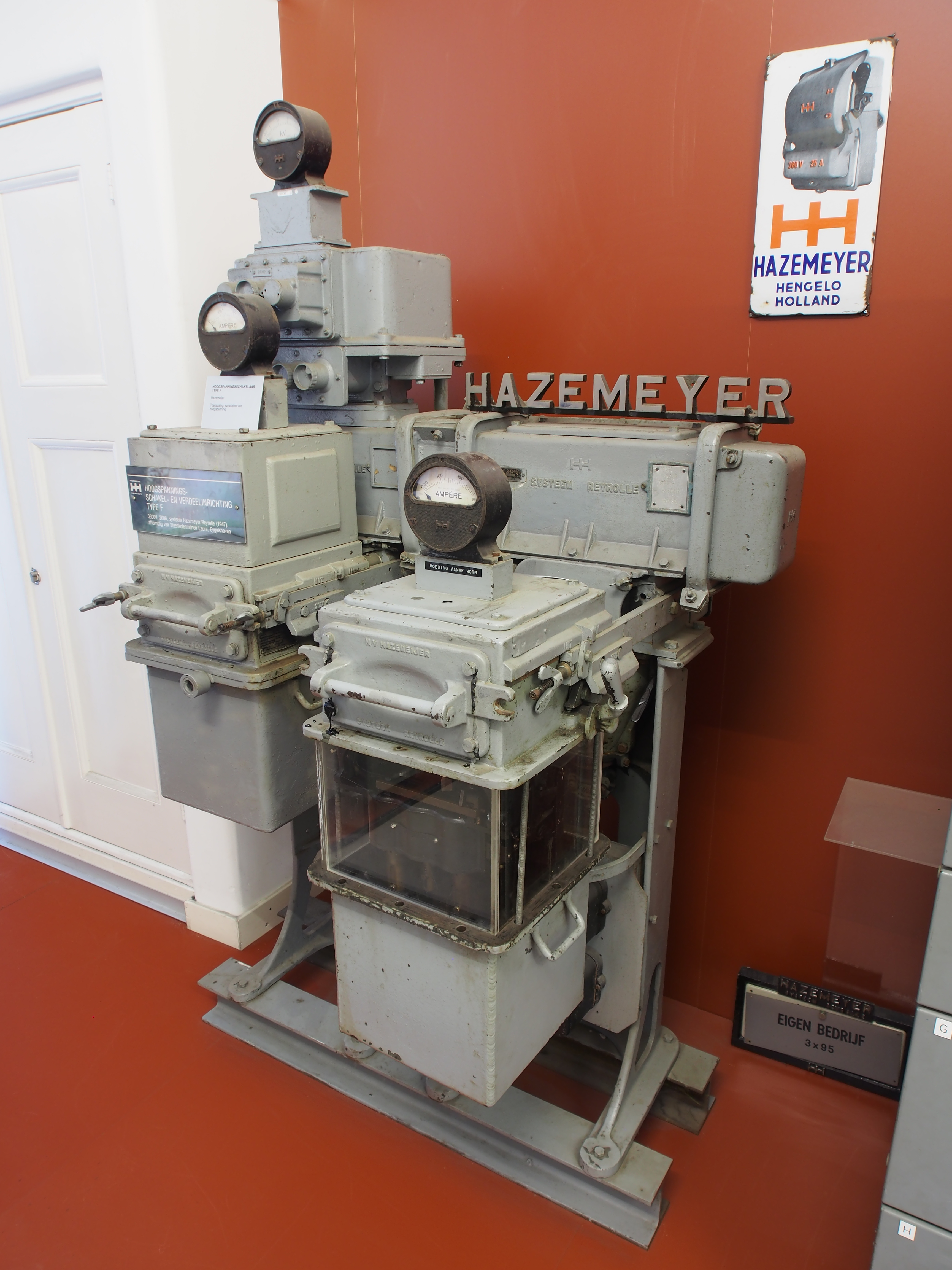
Hoogspannings-schakel- en verdeelinrichting in het Oyfo Techniekmuseum in Hengelo

Hazemeijer was een fabriek van elektrotechnisch materiaal als schakelkasten en schakelaars voor laag- en middenspanning te Hengelo. Het bedrijf heeft bestaan van 1907 tot 1963, toen het opging in Holec dat in 2003 in handen kwam van de Amerikaanse groep Eaton Corporation.

## Geschiedenis
De oprichter van het bedrijf, Floris Hazemeijer (24 april 1872 - 22 augustus 1939), begon zijn loopbaan in 1900 als projectleider bij het Electrotechnisch Bureau van Hofstede Crull & Willink te Hengelo. Mede op aandrang van de schoonfamilie verliet hij dit bedrijf in 1906 om voor zichzelf te beginnen. Op 12 juli 1907 startte hij in een leegstaande textielfabriek aan de Marskant onder de naam Firma F. Hazemeyer & Co. In 1909 verhuisde het bedrijf naar de Haaksbergerstraat. Hazemeijer begon met de fabricage van regelweerstanden voor op het toneel, de zogenaamde toneelregulateurs, spoedig gevolgd door de vervaardiging van schakelmateriaal. Het bedrijf werd in 1913 omgezet in de N.V. Fabriek van Electrische Apparaten v/h. F. Hazemeijer & Co met een maatschappelijk kapitaal van f 100.000, waarvan f 37.000 volgestort. Hazemeijer kreeg daarbij voor de leiding gezelschap van WFH Jansma van der Ploeg (1870-1947). In 1914 kwam er nieuwbouw aan de Tuindorpstraat. De fabriek ging het logo met de dubbele H (Hazemeyer Hengelo) voeren. Dit zou later ook het logo van Holec worden (Holec Holland). Spoedig ging men gesloten schakelkasten leveren in gietijzer, vanaf 1930 ook in bakeliet uitvoering.

## Expansie
De zaken groeiden in omvang en omzet, het wegvallen van de buitenlandse concurrentie tijdens de Eerste Wereldoorlog betekende een flinke stimulans. Het maatschappelijk kapitaal werd vergroot van f 500.000 in 1915 tot f 1 miljoen in 1918, het aantal arbeiders nam toe van 97 in 1918 tot 240 in 1920, bij een omzet van f 1,5 miljoen. In 1922 werd vanuit Hazemeyer een nieuw bedrijf gesticht, namelijk Hazemeyer Signaalapparatenfabriek, het latere Hollandse Signaal Apparaten. Op 5 september 1928 woedde een grote brand in de schilderswerkplaats, waarbij de rest van het bedrijf overigens gespaard werd. Inmiddels begon de internationale expansie. In 1928 werd te Ans bij Luik de SA Constructions Electriques Hazemeijer opgericht, in 1930 volgde de oprichting  van de SA Appareillage Electrique Hazemeijer te Saint-Quentin (Aisne). Verder werden diverse buitenlandse licenties verleend: in 1931 aan de firma Holmes (een dochteronderneming van Reyrolle) en met de SACE te Bergamo. In 1936 volgde de opening van een eigen hoogspanninglaboratorium. De fabriek, waarbij weldra vele honderden mensen werkten, had sterk te lijden van de Tweede Wereldoorlog en in maart 1944 werd ze gebombardeerd. Pas in 1947 waren alle machines weer in gebruik. Toen werkten er 1.078 mensen, ultimo 1954 1.895. Voor de toenemende productie werden er dependances voor montagewerk in Breukelen en Emmer-Compascuum (dat weer in 1952 sloot) geopend. Vanaf 1953 kwam een nieuwe hoogspanningsschakelaar, de "Conel", in productie en in 1956 werd een kortsluitlaboratorium geopend. Ondertussen begon Hazemeyer met woningbouwprojecten om mensen die van buiten de stad kwamen te kunnen huisvesten. In 1958 kwam een verkoopkantoor te Eindhoven gereed en in 1962 werd een fabriek voor het "Magnefix"-schakelsysteem aan het Twentekanaal geopend.

## Holec en Eaton
Er ontstonden echter moeilijkheden, aangezien Hazemeyer uitsluitend op de Nederlandse markt actief was. Hetzelfde gold voor de andere Nederlandse elektrotechnische bedrijven. Er kwamen initiatieven tot samenwerking en in 1963 kwam de "kleine Holec" (Samenwerkende Electrotechnische Fabrieken Holec N.V.) van de grond: een samenwerking tussen Smit Slikkerveer, Heemaf en Hazemeyer. In 1969 trad ook Smit Nijmegen toe, een bedrijf dat reeds alle aandelen bevat van EMF Dordt, Coq te Utrecht, AFO, Althoff's Transformatorenfabriek te Ede en Smit-Nijmegen-Compro. In 1970 werden de reorganisaties doorgevoerd en ook de namen gewijzigd. De naam van de Hengelose schakelkastenfabriek werd nu Hazemeyer BV. In 1979 volgde er een veel ingrijpender reorganisatie en ging Hazemeyer samen met Coq op in de Holec Schakelaargroep. Verdere onrust binnen het Holec-concern volgde, inclusief een komen en gaan van directeuren, steeds weer nieuwe reorganisaties gepaard gaande met ontslagen, en dit alles met op de achtergrond een recessie en steeds maar stijgende werkloosheid. Bij Hazemeyer verloren 450 mensen hun baan, een afname van het personeelsbestand met 25%. Ook daarna ging het slecht, delen van Holec werden verkocht en in 1989 kwam Holec in handen van de Royal Begemann Group. Na een aantal jaren van voorspoed kwam Begemann in moeilijkheden en werd Holec gesplitst. De onderdelen werden verkocht, waarbij Hazemeyer, nu Holec International geheten, in 1996 in handen kwam van de Union Bank of Switserland (UBS). UBS had de bedoeling om het bedrijf in 1997 naar de beurs te brengen, maar dat mislukte. In 1998 werd Holec verkocht aan het Britse bedrijf Delta plc. Tezelfdertijd werden voorbereidingen getroffen om de drie Hazemeyer-vestigingen te Hengelo op één plaats te concentreren. Dit werd de locatie Westermaat Noord II, die in 2000 werd geopend.
Ondertussen werd de opname in Delta Electrical Group hoopvol gestemd tegemoet gezien door het nog 360 man tellende personeel van Holec Middenspanning. In 2002 werd echter de directeur Smit vervangen door de Brit Valley, die bekendstond als een harde saneerder. Deze had bij Holec Laagspanning reeds 85 banen geschrapt. In 2003 echter werd Delta Electrical Group in zijn geheel door het Amerikaanse Eaton Corporation overgenomen onder de naam Eaton Holec.